# 江戸相撲宝暦13年4月場所
江戸相撲宝暦13年4月場所（えどすもうほうれき13ねん4がつばしょ）は、宝暦13年（1763年）4月に開催された江戸相撲（大相撲の前身）の本場所。興行場所は神田明神境内。

## 幕内番付・星取表
| 東               | 東               | 東             | 番付      | 西             | 西               | 西               |
| 備考             | 成績             | 力士名         | 番付      | 力士名         | 成績             | 備考             |
| ---------------- | ---------------- | -------------- | --------- | -------------- | ---------------- | ---------------- |
| 新大関（第15代） | 1勝1敗6休        | 大筏岸右エ門   | 大関      | 春日山段右エ門 | 全休             | 新大関（第16代） |
|                  | 6勝1分           | 荒滝吾太夫     | 関脇      | 大童子峰右エ門 | 2勝1敗5休        |                  |
|                  | 4勝3敗1休        | 雪見山堅太夫   | 小結      | 磯碇平太左エ門 | 1勝2敗2無勝負4休 |                  |
|                  | 4勝1敗1無勝負2休 | 関ノ戸億右エ門 | 前頭筆頭  | 戸田川鷲之助   | 4勝3敗1休        |                  |
|                  | 6敗2休           | 荒磯岩右エ門   | 前頭2枚目 | 艫綱良助       | 5勝1敗1分1無勝負 |                  |
|                  | 3勝1敗3無勝負1休 | 鹿間津浪之助   | 前頭3枚目 | 置塩川流蔵     | 2敗6休           |                  |
|                  | 2勝2敗1無勝負3休 | 荒鷲孫八       | 前頭4枚目 | 盤井川逸八     | 2勝2敗4休        |                  |
|                  | 3勝3敗2預        | 白川志賀右エ門 | 前頭5枚目 | 越ノ海福松     | 5勝1敗1預1無勝負 |                  |

## 備考
- 大関には看板大関が復活し、大筏・春日山が配された。大筏は今場所限りで幕下に落とされ、春日山は今場所限りの土俵であった。
- この時代の江戸相撲においては優勝力士という概念は存在していないが、後に定められた優勝制度を遡って準用することができる。本場所においては、荒滝が優勝に相当する力士であるとみなすことができる（優勝制度は、制定当初は番付上位者優勝制度を採用していた）。